# 田嶋凜太郎
田嶋 凜太郎（たしま りんたろう、1997年4月8日 - ）は、日本のサッカー選手。ポジションはMF。
父は日本サッカー協会会長田嶋幸三で、母はスポーツ医学者の土肥美智子、弟に田嶋翔がいる。叔父は熊本県天草郡苓北町町長の田嶋章二で、従兄弟はサッカー選手の日髙慶太。

## 経歴
三菱養和のユースを経て、2016年4月に慶應義塾大学総合政策学部に入学し、慶應義塾体育会ソッカー部に加入した。同年7月末日に慶應義塾大学を休学し、1年契約でオランダ・エールステ・ディヴィジのVVVフェンローに移籍が発表。当初はアマチュア契約との報道であったが、9月上旬に1年の延長オプションつきのプロ契約を締結した。初出場となったのは10月上旬に行われたオランダ4部トップクラッセに所属するEVVとの練習試合で、この試合にフル出場し先制点を獲得し、2-0での勝利に貢献した。公式戦初出場は2017年2月24日に行われたエールステ・ディヴィジ、アヒレス'29戦で86分にジョーイ・スレーヘルスとの交代での出場であった。

## 所属クラブ
ユース経歴
- 三菱養和
- ACブローニュ＝ビヤンクール
- 三菱養和ユース
- 慶應義塾大学

プロ経歴
- 2016年 - 2017年  VVVフェンロー
- 2017年 - 2018年  NKディナモ・ザグレブII

## 個人成績
2017年4月1日現在
| 2016-17 | VVV      | 21       | エールステ | 3 | 0 | 0 | 0 | 3 | 0 |
| 通算    | オランダ | オランダ | エールステ | 3 | 0 | 0 | 0 | 3 | 0 |
| 総通算  | 総通算   | 総通算   | 総通算     | 3 | 0 | 0 | 0 | 3 | 0 |